# Eduardo de Mosquitia
Eduardo (en inglés: Edward) fue rey de Mosquitia desde 1729 hasta su muerte en 1755.
Fue elegido rey tras la muerte de su padre, pero reinó bajo la regencia de su tío, el rey-regente Pedro, hasta que alcanzó la mayoría de edad y asumió plenamente el poder el 19 de mayo de 1739.

Copia de "La Declaración de Eduardo, Rey de los Indios Mosquitos en Presencia de Dios bajo el Estandarte Británico establecido en Senock Dawkra, 16 de marzo de 1740".

Se le conoce sobre todo por firmar el Tratado de Senock Dawkra, también conocido como Tratado de Amistad y Alianza, con los británicos el 16 de marzo de 1740.